# Parornix melanotella
Parornix melanotella là một loài bướm đêm thuộc họ Gracillariidae. Nó được tìm thấy ở Canada (Québec) Hoa Kỳ (Pennsylvania, Maine và Vermont).
Ấu trùng ăn Crataegus species. Chúng ăn lá nơi chúng làm tổ.